# École supérieure de commerce (Koléa)
 (décembre 2020).
L'École Supérieure de Commerce ESC - Mouloud Kacem Naît Belkacem (ex-ESC d'Alger) est une école hors université (établissement d'enseignement supérieur) publique algérienne, de formation en sciences commerciales et financières créée en 1900 à Alger et basé actuellement à Koléa, en Algérie.

## Historique

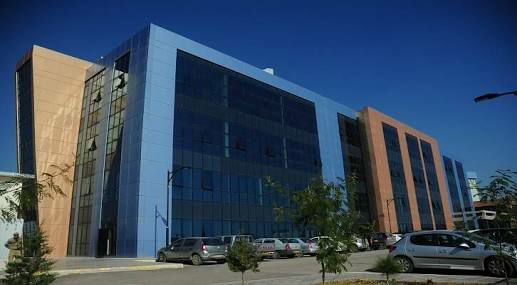
L'actuelle École Supérieure de Commerce.

L'école supérieure de commerce a été créée en 1900 sous l’administration française.
Le 18 février 1966, par le décret présidentiel 66-43, l’école a été rattachée à l'Université d’Alger pour accomplir sa mission au service de la nation.
En 1985, l’école supérieure de commerce a retrouvé son autonomie vis-à-vis de l'université d’Alger conformément au décret présidentiel 85-160 du 18 juin 1985 et a été placée directement sous la tutelle du Ministère de l'enseignement supérieur et de la recherche scientifique.
En 2005, l’ESC d’Alger a obtenu le statut de grande école par décret exécutif no 05-500 du 29 décembre 2005 dont le but est d’assurer la formation de cadres hautement qualifiés, d’initier les étudiants aux méthodes de recherche et d’assurer la formation par et pour la recherche, de contribuer à la production et à la diffusion du savoir et des connaissances, à leur acquisition et leur développement et de participer à la formation continue. De même, ce statut vise la promotion et le développement des sciences et des techniques, la valorisation des résultats de la recherche scientifique et la participation au sein de la communauté scientifique internationale à l’échange des connaissances et à leur enrichissement. (Décret Exécutif no 05-500 du 29 décembre 2005).
Par l’introduction en 2007 du nouveau système de l’enseignement supérieur LMD, l’ESC s’est inscrite dans le cadre de la formation en Master et Doctorat qui lui permet de proposer des parcours et des profils professionnels adaptés aux exigences du marché de l’emploi et de l’économie nationale.
En 2014, après une présence depuis plus d'un siècle dans son enceinte de Tafourah (Alger-Centre), l'ESC a déménagé vers son nouveau site, qui se trouve à Koléa (wilaya de Tipaza), au sein d'un nouveau pôle universitaire comtant 4 autres écoles : l'EHEC (ex-INC), l'ESGEN, l'ENSSEA (ex-INPS) et l'ENSM.

## Admission
L'admission à l'ESC est ouverte au bacheliers afin d'intéger en premier lieu le cycle préparatoire d'une durée de deux ans, puis par l'intermédiaire d'un concours national d'entrée au second cycle de trois ans afin de décrocher un diplôme de Master.

## Formations
L'ESC offre aux étudiants diverses formations de base sur l'économie, gestion et sciences commerciales et financières
Six spécialités sont assurées :
- Comptabilité et finance ;
- Finance d'entreprise ;
- Marketing et communication ;
- Monnaie, Finance et banque ;
- Contrôle de gestion ;
- Organisation et Management des entreprises ;

L'ESC assure également des formations spécifiques pour les cadres des entreprises telles qu'en audit interne, comptabilité, management général, formation aux référentiels IFRS et SCF. Ces formations sont assurées selon la demande des entreprises dans le cadre de la formation continue.
De plus, une Post-graduation spécialisée est ouverte aux personnes spécialisés dans le domaine des sciences commerciales et financières. Les spécialités assurées sont: Audit interne et comptabilité et audit.